# Xu Shichang
Xu Shichang (徐世昌, 20 octobre 1855 - 5 juin 1939) est un homme politique chinois qui fut président de la république de Chine du 10 octobre 1918 au 2 juin 1922.

## Biographie
La famille de Xu est originaire du comté de Yinxian (actuel Yinzhou) à Ningbo dans la province du Zhejiang. Né à Weihui au Henan, il est un proche ami de Yuan Shikai. Il accède à la fonction de vice-roi de Mandchourie et devient chef des armées à la fin de la dynastie Qing, malgré le fait qu'il soit un civil. Il quitte sa position de Premier ministre fin 1915 pour protester contre les ambitions impériales de Yuan. Il retrouve son poste après que Yuan ait abandonné le monarchisme.
Son élection en tant que président est grandement due à Duan Qirui et à sa clique d'Anhui. Il est choisi du fait de sa position civile, parce qu'il a déjà des liens étroits avec l'armée de Beiyang, et parce qu'il est neutre entre la clique du Zhili et la clique d'Anhui. N'ayant pas d'armée personnelle, il doit manipuler Duan, Cao Kun (le chef de Zhili), et Zhang Zuolin (le chef de la clique du Fengtian) pour qu'ils s'entretuent et qu'il reste au pouvoir.
Il organise une grande célébration à Pékin pour célébrer la victoire chinoise après la Première Guerre mondiale le 18 novembre 1918, mais il apporte des troupes durant l'intervention alliée pendant la guerre civile russe. Un cessez-le-feu avec le mouvement de protection de la constitution de Sun Yat-sen est déclaré et les intellectuels bénéficient de plus de libertés. Puis des nouvelles en provenance de France montrent que Duan Qirui avait promis le territoire allemand du Shandong au Japon. De grandes protestations étudiants (mouvement du 4-Mai) obligent Xu à effectuer des arrestations massives. La délégation est cloîtrée et la Chine refuse de signer ou de ratifier le traité de Versailles. En conséquence, la fragile alliance entre les cliques de Zhili et d'Anhui s'effondre après la défaite décisive de Duan. Cela provoque l'avènement de l'ère des seigneurs de la guerre chinois. Le conflit avec Sun Yat-Sen au Sud s'enlise et il échoue à reprendre la Mongolie. Cao Kun, qui n'a jamais aimé Xu, fait pression pour sa démission et, après un intérim de dix jours de Zhou Ziqi, Li Yuanhong est restauré dans ses fonctions de président.
Sa présidence est la plus longue (1918-1922) de l'ère des seigneurs de la guerre (1916-1928). Il est également le seul président non-intérimaire du gouvernement de Beiyang à être un civil.